# Journée internationale des astéroïdes
La Journée internationale des astéroïdes (ou simplement Journée des astéroïdes, de l'anglais Asteroid Day)  est un événement mondial annuel, créé en 2016, qui est célébré le 30 juin, jour anniversaire de l'explosion de la Toungouska, survenue en 1908.
Cette journée a pour principale mission de sensibiliser les populations de la Terre aux risques liés aux astéroïdes.

## Présentation
Cette journée a été mise en place afin de « commémorer chaque année, au niveau international, l'anniversaire de l'explosion de la Toungouska (Sibérie, fédération de Russie) survenue le 30 juin 1908 et de sensibiliser la population aux risques d'impact d'astéroïdes ». Elle vise donc essentiellement à informer le grand public des mesures qui pourraient être prises afin d'assurer la communication de crise au niveau mondial en cas de risques liés aux astéroïdes géocroiseurs, c'est-à-dire dont l'orbite coupe celle de la Terre.

## Historique
Le 6 décembre 2016, l'Assemblée générale des Nations unies a adopté la résolution A/RES/71/90, déclarant le 30 juin Journée internationale des astéroïdes. Cette décision fait suite à la proposition de l'Association des explorateurs de l'espace  (en anglais : The Association of Space Explorers ou ASE), soutenue par le Comité des utilisations pacifiques de l'espace extra-atmosphérique (CUPEAA).
De nombreuses personnalités se sont impliquées dans la création de cette journée, telles que le physicien Stephen Hawking ou le guitariste Brian May, membre du groupe de rock Queen mais docteur en astrophysique de formation.

## Organisation

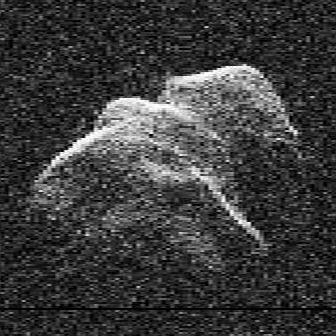
L'astéroïde géocroiseur est considéré comme un objet potentiellement dangereux.

Les pays associés à cette campagne d'information mondiale peuvent organiser des événements à portée locale ou nationale. Il existe en outre une chaine de télévision éphémère, l'Asteroid Day TV, diffusée sur le web en anglais entre le 1er juin et le 4 juillet à l'occasion de la 7e journée annuelle des astéroïdes en 2021.
Le 30 juin 2020, lors de la 6e journée, les astronomes de l’université de Liège et de l’observatoire de l'Oukaïmeden (OUCA) s’associent au mouvement afin de proposer au public, grâce à l'usage d'un ordinateur personnel, d’observer, en direct, grâce au télescope TRAPPIST-Nord (dédié en partie à l'étude des astéroïdes et des comètes) situé au Maroc, un astéroïde proche de la Terre, cette observation étant commentée par Emmanuel Jehin, maître de recherches du FNRS au Star Institute.